# Liste der politischen Parteien in Aserbaidschan
Die Liste der politischen Parteien in Aserbaidschan umfasst alle derzeitigen aserbaidschanischen Parteien. Aserbaidschan hat offiziell ein Mehrparteiensystem, das jedoch von einer Partei („Neues Aserbaidschan“) langfristig dominiert wird, die auch als „(faktisch) Einparteienstaat“ bezeichnet wird. Andere Parteien bleiben zwar offiziell zugelassen, haben jedoch aufgrund benachteiligender Gesetze, offener Repression, mangelnden finanziellen Ressourcen oder unzureichender Infrastruktur keine reale Chance auf einen bedeutenden Anteil an der Machtausübung. Die Tätigkeit oppositioneller Parteien wird durch Neuregistrierungspflichten im Vorfeld jeder Präsidenten- oder Parlamentswahl sowie Repressalien gegenüber Oppositionspolitikern und Journalisten immer wieder eingeschränkt, pragmatische, oft kurzlebige Parteienbündnisse sind charakteristisch. So wurde im Jahre 1995 wurde eine überarbeitete Fassung des ursprünglichen Parteiengesetzes von 1992 eingeführt.

## Parteien
Insgesamt gibt es etwa 50 Parteien, von denen bis auf die autoritäre Regierungspartei „Neues Aserbaidschan“ keine bei Parlamentswahlen mehr als ein Prozent der Stimmen erhalten kann. Die Reihenfolge der Liste folgt den Ergebnissen der Parlamentswahl in Aserbaidschan 2010.

### Parlamentarische Parteien
- Neues Aserbaidschan (Yeni Azərbaycan Partiyası)
- Bürgerliche Solidaritätspartei (Vətəndaş Həmrəyliyi Partiyası)
- Mutterlandpartei (Ana Vətən Partiyası)

### Außerparlamentarische Parteien
- Aserbaidschanische Demokratische Partei (Azərbaycan Demokrat Partiyası)
- Aserbaidschanische Hoffnungspartei (Azərbaycan Ümid Partiyası)
- Aserbaidschanische Kommunistische Partei (Azərbaycan Kommunist Partiyası)
- Gleichheitspartei (Müsavat Partiyası)
- Nationale Unabhängigkeitspartei Aserbaidschans (Azərbaycan Milli İstiqlal Partiyası)
- Sozialdemokratische Partei (Azərbaycan Sosial-Demokrat Partiyası)
- Volksfront Aserbaidschans (Azərbaycan Xalq Cəbhəsi Partiyası)